# Phil Gaglardi
Pour les articles homonymes, voir Gaglardi.
Philip Arthur Gaglardi (13 janvier 1913–23 septembre 1995) est un homme politique canadien de la Colombie-Britannique. Il est député provincial créditiste de la circonscription britanno-colombienne de Kamloops de 1952 à 1972.
Il est ministre dans le gouvernement de W. A. C. Bennett, occupant les fonctions de ministre des Autoroutes de mars 1955 à mars 1968, de ministre des Travaux public d'août 1952 à mars 1955, de ministre de la Réhabilitation et de l'Amélioration sociale d'octobre 1969 à septembre 1972, ainsi que ministre sans portefeuille entre mars 1968 et octobre 1969.
Il est aussi maire de la ville de Kamloops de 1988 à 1990.

## Biographie
Né à Mission en Colombie-Britannique, Gaglardi naît dans une famille pauvre d'immigrants italiens. En fréquente l'école biblique et est ordonné ensuite ministre pentecôtiste. En 1944, il s'établit à Kamloops et devient chef du Cavalry Temple (maintenant St. Andrew's) et commence à animer le programme Chapel in the Sky. Simultanément, son épouse anime Aunt Jennie. Sa carrière d'animateur de programme radio hebdomadaire de 15 minutes s'achève lorsque commence sa carrière politique.

### Carrière politique
Élu sous la bannière créditiste en 1952, il entame sa carrière dans un parti formant gouvernement minoritaire, mais sans chef. Gaglardi tente de prendre le poste et ultimement de devenir premier ministre, mais est devancé à W. A. C. Bennett. Néanmoins, il est ministre dans les cabinets de Bennett pendant l'ensemble de la gouvernance de ce dernier sur la province.

#### Ministre des Autoroutes
Nommé ministre des Autoroutes et des Travaux publics dans le premier gouvernement Bennett (en) en 1952, il hérite aussi du tout nouveau département des Autoroutes. La gestion de Gaglardi coïncide avec une rapide expansion d'un vaste réseau de routes pavées et de la construction d'une bonne partie des ponts autoroutiers à travers la province. Bennett décrivait le programme de construction routière comme « le plus grand programme de construction d'autoroutes par habitant dans tout le monde occidental».
La gestion de BC Ferries relevait aussi de l'autorité de Gaglardi et une rapide expansion des connexions s'opère après la nationalisation de l'entreprise en 1960. Il indique avoir « élaborer le réseau autour de sa propre impatience ».
Gaglardi convainc, non sans peine, le premier ministre Bennett de faire l'acquisition d'un Learjet. Bennett faisant partie du voyage inaugural du ferry gouvernemental vers Prince Rupert, Gaglardi, qui trouvait les ferries trop lent, engage un pilote et ami personnel pour le conduire à Prince Rupert en Learjet. Attendant sur le quai avec un contrat pour l'achat du bolide, Gaglardi se voit autorisé à procéder à l'achat. Cette anecdote donne à Gaglardi le surnom de Flying Phil.
En 1963, Davie Fulton, qui s'était retiré de la politique fédérale pour diriger le Parti conservateur de la Colombie-Britannique, se présente contre Gaglardi. Ce dernier parvient à conserver son poste avec une large majorité et Fulton retourne par la suite en politique fédérale.
En 1968, il fait l'objet de critiques à l'Assemblée législative en raison d'une apparence de conflit d'intérêts dans des développements autoroutiers ayant avantagés l'accès aux propriétés de ses fils, de l'utilisation de matériaux de construction et de travailleurs  pour sa propriété personnelle. Il annonce remettre sa démission en mars 1968 après la révélation que sa bru et son petit-fils ont voyagé avec le jet du gouvernement. Gaglardi continue ensuite comme ministre, mais sans portefeuille.

#### Ministre de l'Assistance sociale / ministre de la Réhabilitation et de l'Amélioration sociale
En 1969, Gaglardi est nommé ministre de l'Assistance sociale, renommé ministère de la Réhabilitation et de l'Amélioration sociale. Il parle publiquement contre les « mauvais payeurs » et s'engage à être le « ministre de la protection sociale le plus dur et le plus efficace que le monde ait jamais connu »..
Pendant l'élection de 1972, il prédit que Bennett devrait démissionner peu après avoir remporté l'élection puisqu'il commençait à devenir « un vieil homme qui ne comprend pas ce qui arrive aux jeunes de cette province ». Il décrit aussi le cabinet comme « rempli de chevilles carrées dans des trous ronds » et se considérant comme « le seul véritable choix pour ce travail ».. Gaglardi est défait dans sa circonscription lors de cette élection, mettant un terme à sa carrière de parlementaire provinciale.

#### Maire de Kamloops
Maire de Kamloops de 1998 à 1990, il dirige le parti politique municipal Team Action qui remporte la majorité des sièges de conseillers au conseil.

### Dernières années
Après avoir quitté la politique, il aide son fils dans l'opération de son Sandman Hotels (en). En 1978, il songe à se lancer dans la course à la direction cérditiste, mais décide finalement de ne pas se présenter
Gaglardi meurt à Vancouver en septembre 1995 à l'âge de 82 ans. sa dépouille est inhumée au cimetière Hillside de Kamloops

## Famille
Les Gaglardi ont deux fils: Bob Gaglardi, fondateur de Northland Properties (en) qui est un consortium incluant des chaînes d'hôtels, de restaurants et d'équipes sportives et Bill Gaglardi, un homme d'affaires de Calgary. Son petit-fils, Tom Gaglardi (en), est propriétaire des Stars de Dallas dans la Ligue nationale de hockey,(en).

## Hommage
Le Gaglardi Way, un tronçon majeur de Burnaby reliant l'autoroute transcanadienne à l'université Simon Fraser est nommé en son honneur
Une statue de 5'4'' de haut de Gaglardi est érigée à Kamloops.

## Citations
- « La pollution de l'air est l'odeur de l'argent » - ("Air pollution is the smell of money")[9]
- « Si je mens, c'est parce que je dis la vérité » - ('"If I'm lying, it's only because I'm telling the truth") [10],[2].
- En tant que ministre à la fois du culte et des routes, il indique devoir maintenir les routes : « Dans un état tel que les usagers n'auront pas à utiliser un langage leur reitrant l'accès à la route du paradis » - ("in such shape that motorists will avoid the language which would deny them access to the highway to heaven")[11]
- Parlant des syndicats à l'Assemblée législative en 1959: « Nous n'avons pas besoin d'un Hoffa ou gangster dans cette province » - ("We don't need any Hoffas or gangsterism in this province")[2].
- « Ils parlent des routes romaines en Europe, mais ils ne les comparent pas au route Gaglardi en Colombie-Britannique » ("They talk of Roman roads in Europe but they don't compare to Gaglardi roads in British Columbia.")[2].